# Cheiloprion labiatus
Cheiloprion labiatus là loài cá biển duy nhất thuộc chi Cheiloprion nằm trong phân họ Pomacentrinae của họ Cá thia. Loài này được mô tả lần đầu tiên vào năm 1877.

## Từ nguyên
Từ định danh của chi được ghép bởi 2 âm tiết trong tiếng Hy Lạp cổ đại: cheilos ("môi") và prion ("cái cưa"), hàm ý đề cập đến đôi môi dày và các khía nhỏ ở xương trước nắp mang của loài này. Tính từ định danh của loài trong tiếng Latinh có nghĩa là "môi dày", hàm ý như tên gọi của chi.

## Phạm vi phân bố và môi trường sống
Từ Sri Lanka và quần đảo Andaman và Nicobar, phạm vi của C. labiatus băng qua vùng biển nhiều nước Đông Nam Á, trải dài đến quần đảo Solomon và Palau, phía nam đến Vanuatu và bờ biển Bắc Úc (bao gồm rạn san hô Great Barrier, rạn san hô Ashmore và đảo Giáng Sinh ngoài khơi), ngược lên phía bắc đến đảo Đài Loan và vùng biển phía nam Nhật Bản.
C. labiatus thường tập trung gần các rạn san hô, đặc biệt là các cụm san hô nhánh Acropora, trong các đầm phá nông và vùng biển ngoài khơi ở độ sâu đến ít nhất là 3 m.

## Mô tả
C. labiatus có chiều dài cơ thể tối đa được ghi nhận là 10 cm. C. labiatus có màu nâu, sẫm dần ở thân sau. Vảy cá viền đen. Viền mỏng màu xanh lam trên các vây. Bờ môi dày đặc trưng, uốn cong lên cả hàm trên và dưới. Cá con màu đen với một dải sọc màu xanh óng ở lưng.
Số gai ở vây lưng: 13; Số tia vây ở vây lưng: 13–14; Số gai ở vây hậu môn: 2; Số tia vây ở vây hậu môn: 13–14; Số gai ở vây bụng: 1; Số tia vây ở vây bụng: 5; Số tia vây ở vây ngực: 17; Số lược mang: 16–20.

## Sinh thái học
Cùng với Plectroglyphidodon johnstonianus, C. labiatus là hai loài cá thia chỉ chuyên ăn san hô (chủ yếu là san hô Acropora), do đó cấu tạo môi của chúng dày hơn để thích ứng với chế độ ăn này.
C. labiatus có thể sống đơn độc hoặc hợp thành những nhóm nhỏ. Cá đực có tập tính bảo vệ và chăm sóc trứng.